# Catoptria
Catoptria é um gênero de mariposa pertencente à família Crambidae.